# 拜達歐尼

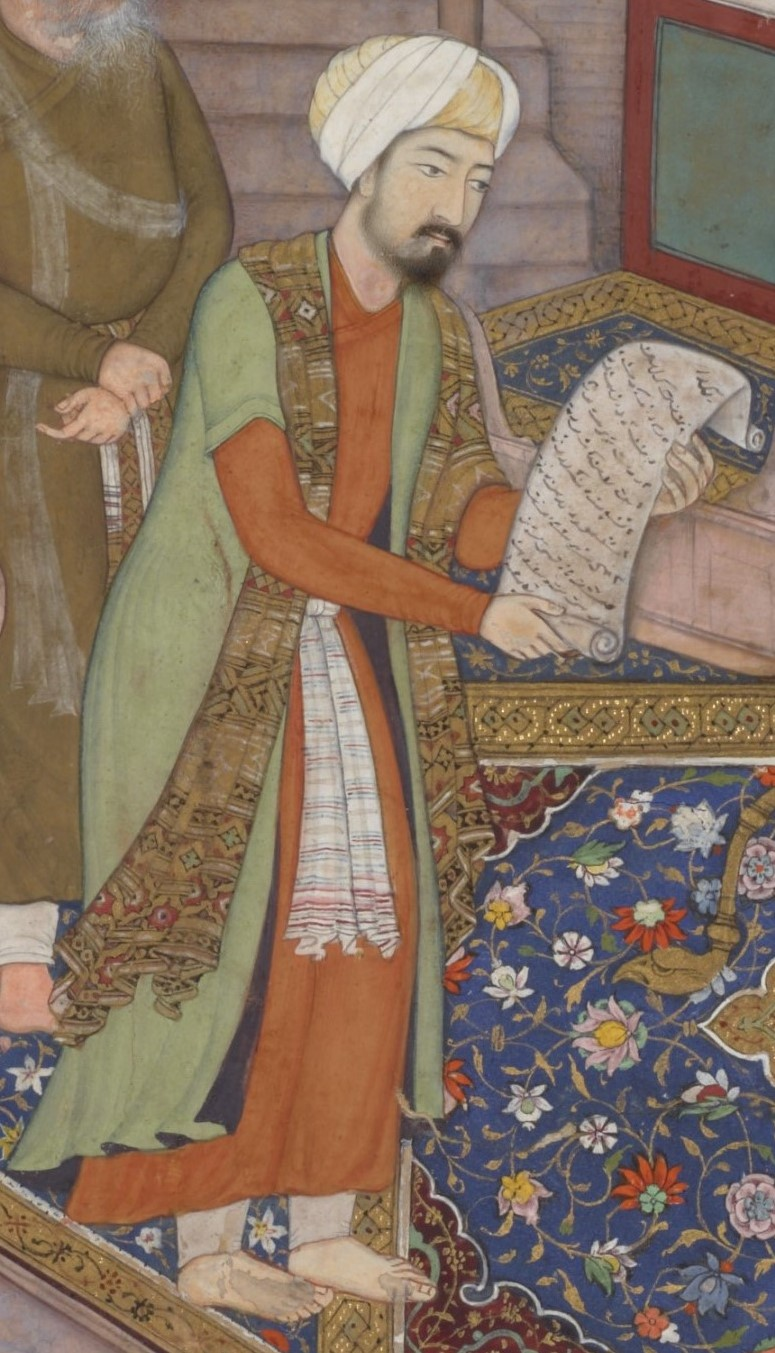
拜達歐尼畫像

阿卜杜勒·卡迪爾·拜達歐尼（Abdul Qadir Badayuni，1540年—1615年），印度知名歷史學家，活躍年代約為莫臥兒帝國皇帝阿克巴統治的年代，他所留下的史書著作，為記載該帝國的重要文獻。
1562年，從出生成長地印度阿格拉地區搬至北印度帕蒂亞拉後，受當地侯賽因汗所託展開九年的印度歷史人文考察，而即使離開王宮後，他仍繼續此方面的學術研究。